# Akademik Rupes
L'Akademik Rupes è una struttura geologica della superficie di Mercurio.